# باران ارغوانی (فیلم)
باران ارغوانی (به انگلیسی: Purple Rain) فیلمی در ژانر درام و موزیکال به کارگردانی آلبرت مانیولی و نویسندگی مانیولی و ویلیام بلین با بازی پرینس است.

## موسیقی متن
نوشتار اصلی:باران ارغوانی
پرینس و گروهش دِ روولوشن، برای این فیلم، آلبومی به همین اسم ساختتند. این آلبوم که مورد استقبال منتقدین و مردم قرار گرفت، تا کنون بیش از بیست و دو میلیون نسخه فروخته‌است.
"باران ارغوانی" عضوی ثابت در «لیست‌های برترین آلبوم‌های موسیقی تاریخ» است؛ و از آن به‌عنوان شاهکار پرینس یاد می‌شود، به طوری که از آن به عنوان بهترین قطعه موسیقی در سی سال اخیر یا حتی بهترین آلبوم موسیقی تاریخ نیز؛ یاد می‌کنند؛ هفته‌نامهٔ تایم در سال ۱۹۹۳، "باران ارغوانی" را در رتبهٔ پانزدهم فهرست "برترین آلبوم‌های موسیقی تاریخ" جای داد و این آلبوم در رتبه هجدهم، لیست شمارش معکوس لیست، "بزرگترین آلبوم راک اند رول تاریخ در وی‌اچ‌وان" نیز جا گرفت.
رولینگ استون آن را دومین آلبوم برترِ دهه ۸۰ و هفتادوششمین آلبومِ تاریخ در فهرست ۵۰۰ آلبوم برتر تمام اعصار نامید.

### لیست آهنگ‌ها
| طرف اول | طرف اول                                 | طرف اول |
| شماره   | نام                                     | مدت     |
| ------- | --------------------------------------- | ------- |
| ۱.      | «بیا بزنیم به سیم آخر (Let's Go Crazy)» | ۴:۳۹    |
| ۲.      | «مرا با خودت ببر (Take Me with U)»      | ۳:۵۴    |
| ۳.      | «آن زیبایان»                            | ۵:۱۳    |
| ۴.      | «کامپیوتر آبی (Computer Blue)»          | ۳:۵۹    |
| ۵.      | «نیکی عزیزم (Darling Nikki)»            | ۴:۱۴    |

| طرف دوم | طرف دوم                                  | طرف دوم |
| شماره   | نام                                      | مدت     |
| ------- | ---------------------------------------- | ------- |
| ۶.      | «وقتی فاخته‌ها می‌گریند (When Doves Cry)»  | ۵:۵۴    |
| ۷.      | «برایت می‌میرم (I Would Die 4 U)»         | ۲:۴۹    |
| ۸.      | «خوشگلم من یک ستاره‌ام (Baby I'm a Star)» | ۴:۲۴    |
| ۹.      | «باران ارغوانی»                          | ۸:۴۱    |